# Pod wiatr (album Orkiestry Samanta)
Orkiestra Samanta – Pod wiatr – premiera płyty miała miejsce 4 czerwca 2005 r. na XV Ogólnopolskim Festiwalu Piosenki Studenckiej ŁYKEND we Wrocławiu. Na płycie znajduje się 15 utworów, w sumie 63 minuty folkowej muzyki i opowieści o morzu.

## Lista utworów
1. Pod wiatr – muz. mel. trad.
2. Klipry – sł. i muz. Paweł "Alex" Aleksanderek
3. Ocean – sł. i muz. Paweł "Alex" Aleksanderek, Didier Dubreuil; muz. Zito Barrett, Didier Dubreuil, Michel Fauchon
4. Pieśń rybaka – sł. Sławek Cygan; muz. Paweł "Alex" Aleksanderek
5. Bitwa – sł. i muz. Paweł "Alex" Aleksanderek
6. Morze – sł. Paweł "Alex" Aleksanderek, Dariusz "Macoch" Raczycki; muz. Paweł "Alex" Aleksanderek, Rafał "Zielak" Zieliński
7. Wrocławski port – sł. Paweł "Alex" Aleksanderek, Didier Dubreuil; muz. Zito Barrett, Didier Dubreuil, Michel Fauchon
8. Pocztówka z Dublina – muz. mel. trad.
9. Wielorybnik – sł. Paweł Aleksanderek; muz. mel. trad.
10. Portowe dziewczyny – sł. Dariusz "Macoch" Raczycki; muz. Rafał "Zielak" Zieliński
11. Rejsu dni – sł. Dariusz "Macoch" Raczycki; muz. Dariusz "Macoch" Raczycki, Rafał "Zielak" Zieliński
12. Flying Dutch – sł. i muz. Paweł "Alex" Aleksanderek
13. Dziewczęta z La Rochelle – sł. Paweł "Alex" Aleksanderek; muz. mel. trad.
14. W moim pubie – sł. i muz. Paweł "Alex" Aleksanderek, Didier Dubreuil; muz. Zito Barrett, Didier Dubreuil, Michel Fauchon
15. Z wiatrem – muz. mel. trad.

## Realizacja
- Realizacja nagrań: Studio ZACHAN we Wrocławiu styczeń i kwiecień 2005
- Realizacja dźwięku, miks i mastering: Maciej Błachnio
- Producent muzyczny: Paweł Aleksanderek "Alex"
- Zdjęcia: Piotr Fajfer, Szymon Szewrański
- Opracowanie graficzne: Agnieszka Jakóbiak
- Wydawca: Stowarzyszenie "Nasze Miasto Wrocław"

## Skład zespołu
- Paweł Aleksanderek "Alex": śpiew, gitara
- Radosław Jędraś: perkusja
- Alina Korobczak: skrzypce
- Wojciech "Broda" Orawski: chórki
- Marcin Spera: gitara basowa, kontrabas
- Rafał "Zielak" Zieliński: charango, gitara

Gościnnie w nagraniach wzięli udział:

Renata Aleksanderek – wiolonczela, Sławek Cygan – chórki, Jarema Klich – gitara, Witek Kulczycki – tin whistle, flet poprzeczny.